# Сущев, Степан Захарович
Степан Захарович Сущев (24 декабря 1914 — 24 июля 2008) — помощник командира стрелкового взвода, парторг 5-й стрелковой роты 416-го стрелкового полка 112-й стрелковой дивизии 60-й армии Центрального фронта, старший сержант. Герой Советского Союза.

## Биография
Родился 24 декабря 1914 года в селе Георгиевка Пишпекского уезда (ныне — Кордайский район Жамбылской области Казахстана) в крестьянской семье.
Окончил 4 класса. В 1931 году переехал с родителями в город Фрунзе, столицу Киргизской АССР. Трудовую деятельность начал в 1933 году на Фрунзенском кирпичном заводе транспортником. После смерти отца уехал в родное село, где работал пастухом. С 1936 по 1937 годы работал на хлопкосеменном пункте в городе Курган-Тюбе Таджикской ССР.
В 1937 году был призван для прохождения срочной военной службы и направлен в 112-й полк внутренних войск НКВД СССР, дислоцированный в городе Новосибирске. После окончания службы в 1939 году остался на сверхсрочную службу в качестве надзирателя и был откомандирован в УВД по Талды-Курганской области Казахской ССР, где прослужил до сентября 1941 года.
В октябре 1941 года, согласно поданному рапорту, был направлен на фронт и зачислен разведчиком полковой разведки 385-й стрелковой дивизии. С ноября того же года участвовал в боевых действиях. Член ВКП(б)/КПСС с 1943 года. Помощник командира стрелкового взвода, партийный организатор 5-й стрелковой роты 416-го стрелкового полка старший сержант Степан Сущев в составе десантной группы 26 сентября 1943 года под огнём неприятеля преодолел реку Днепр в районе села Ясногородка Вышгородского района Киевской области и захватил рубеж. В бою за удержание плацдарма 28 сентября 1943 года парторг 5-й стрелковой роты Сущев заменил выбывшего из строя командира роты и организовал отражение вражеских контратак.
Указом Президиума Верховного Совета СССР от 17 октября 1943 года за образцовое выполнение боевых заданий командования и проявленные при этом мужество и героизм старшему сержанту Сущеву Степану Захаровичу присвоено звание Героя Советского Союза с вручением ордена Ленина и медали «Золотая Звезда».
В 1944 году С. З. Сущев демобилизован. Работал слесарем на Беловодской грузовой автобазе Московского района Киргизской ССР. С 1969 года на пенсии. Жил в посёлке Ак-Суу Чуйской области Киргизской ССР.
Скончался 24 июля 2008 года.
Младший лейтенант в отставке. Награждён орденами Ленина, Отечественной войны 1-й степени, орденом «Манас» 3-й степени, медалями, в том числе «За отвагу».
Приказом командующего внутренними войсками МВД Кыргызстана был зачислен «Почётным солдатом» военного колледжа внутренних войск. В мае 2006 года на территории колледжа был открыт бюст Героя.